# Хотел Златибор, Ужице
Хотел Златибор је једна од најистакнутијих грађевина у центру Ужица и у западној Србији.
Хотел је добио име по оближњој планини Златибор, која је у Србији веома популарнa због зимских спортова. Већ у доба међуратне Југославије у Ужицу је постојао хотел са овим именом. Након његовог рушења дошло је до смањења броја посетилаца Ужица и тако је донета одлука да се изгради нова, модерна зграда која ће задовољити савремене захтеве туриста. Хотел је изграђен у бруталистичком стилу  према пројекту архитекте Светлане Радовић у центру града, на Тргу Партизана. Укупно има петнаест спратова. Грађен је на прелазу 70-их и 80-их година. Изградња је покренута 1975. године  а хотел је свечано отворен 24. септембра 1981. Због своје сиве боје локално становништво га подругљиво назива Сивоња.
У то време то је била јединствена луксузно опремљена зграда, која је имала 148 соба. Захваљујући близини новоизграђене железничке станице у Ужицу на линији од Београда до Бара, имала је добру посећеност. Хотел је постао центар бројних друштвених догађаја и симбол онога што Ужице може да понуди домаћим и страним посетиоцима.